# Гроссман, Грегори
Грегори Гроссман (5 июля 1921, Киев — 14 августа 2014, Беркли) — почётный профессор Калифорнийского университета в Беркли, авторитетный специалист по экономике Советского Союза. Ему приписывают введение терминов «теневая экономика» и «командная экономика» применительно к экономике СССР.

## Биография
Родился в Киеве в 1921 году, в 1923 году семья эмигрировала в Маньчжурию по Транссибу. После окончания британской средней школы в Тяньцзине в 1937 году выехал в Сан-Франциско. Получил степень бакалавра экономики в Беркли в 1941 году, степень магистра в 1943 году. В 1944 году получил американское гражданство. В 1943—1946 годах служил в армии США, был артиллерийским наблюдателем в 731-м дивизионе полевой артиллерии, участником сражения в Арденнах, закончил войну в Чехословакии. В 1946 году был начальником отдела отчётности и статистики в американской военной администрации Баварии. В 1947—1950 годах сотрудник Госдепартамента. Степень доктора философии получил в Гарвардском университете в 1952 году. Всю свою университетскую карьеру, с 1952 по 1992 год, он провёл в Беркли.

## Вклад в науку
В 1991 году получил награду за заслуги перед Американской ассоциацией славянских исследований. При вручении награды была в том числе отмечена его книга 1960 года «Советская статистика объёмов производства промышленных товаров» («Soviet Statistics of Physical Output of Industrial Commodities»), в которой был создан инструментарий для работы с советской статистикой для нескольких поколений советологов.
Гроссман заложил основы западных исследований советской экономики, проведя различие между формальной, «командной» и неформальной, «теневой» экономикой в СССР. Термин «командная экономика» был введён в его основополагающей статье 1963 года «Заметки о теории командной экономики». Термин «теневая экономика» был введён в другой его статье 1977 года «Вторая экономика СССР. Проблемы коммунизма». Гроссман утверждал, что роль государственного планирования непрерывно снижалась в СССР на протяжении 1970-х годов вследствие быстрого роста объёма теневой экономики, а советское руководство оказалось неспособно найти правильное решение этой проблемы.

## Семья
Гроссман был дважды женат, имел двоих детей и шесть внуков:
- Синтия Грин, с 1952
  - Джоэл Гроссман
  - Эми Ди Костанцо
- Джоан Делани Гроссман, с 1972, профессор славистики в Беркли, автор переведённых на русский язык книг «Эдгар Аллан По в России. Легенда и литературное влияние» и «Иван Коневской, „мудрое дитя“ русского символизма».

## Публикации
- Grossman, G. (1963) Notes for a theory of the Command Economy // Soviet Studies XV(2): P. 101—123.
- Grossman, G. (1977) The «Second Economy» of the USSR // Problems of Communism. 1977. Sept. — Oct. P. 25-40, reprinted in: Tanzi, V. (ed). The Underground Economy in the United States and Abroad. Lexington: Lexington, MA.
  - «Вторая экономика» в СССР. 1977. // Журнал «Экономическая теория преступлений и наказаний» № 4.